# اس‌اس آنکونا
اس‌اس آنکونا (به انگلیسی: SS Ancona) یک زیردریایی بود. این زیردریایی در سال ۱۹۰۸ ساخته شد.